# 台灣肖楠
台灣肖楠，又稱台湾翠柏、肖楠、黃肉仔、黃肉樹，為肖楠屬之常綠大喬木，該屬目前僅存4種，台灣肖楠為其中之一並為台灣特有種，分部於台灣北部及中部海拔300至1900公尺之山地。為台灣位處海拔500至1800米的暖帶林之主要造林樹種。台灣針葉樹五木之一。
其种加词“formosana”意为“台湾的”。

## 命名學
台灣肖楠最早發表於1930年，由瑞典植物學者卡爾·魯道夫·弗洛林發表在《瑞典植物學報（Svensk Botanisk Tidskrift）》上。一開始台灣肖楠被劃分在Libocedrus屬中，因此其學名為Libocedrus formosana Florin。到了1956年，弗洛林又將台灣肖楠劃分至Calocedrus屬，並定名為Calocedrus formosana (Florin) Florin，該學名作為合法名（accepted name）沿用至今。
台灣肖楠有一些同異名，大多來自於對變種或分屬的界定。像是在1931年，工藤祐舜將台灣肖楠劃分為翠柏（Libocedrus macrolepis）的變種，並命名為L. m. var. formosana (Florin) Kudô。1953年，中國植物學家李惠林則是將台灣肖楠劃分至Heyderia屬，命名為H. formosana (Florin) H. L. Li。到了1978年，中國植物學家鄭萬鈞與傅立國與工藤祐舜的看法相同，將已經改劃翠柏屬的台灣肖楠命名為Calocedrus macrolepis var. formosana (Florin) W.C.Cheng & L.K.Fu。不過這些同異名都沒有被普遍接受。
- 合法名：Calocedrus formosana (Florin) Florin
- 英文名：Taiwan Incense-cedar
- 中文名：台灣肖楠（台灣用法[3]）、台灣翠柏（[14]）
- 同異名：
  - Calocedrus macrolepis var. formosana (Florin) W.C.Cheng & L.K.Fu
  - Heyderia formosana (Florin) H. L. Li
  - Libocedrus formosana Florin
  - Libocedrus macrolepis var. formosana (Florin) Kudô

## 特徵

### 分類學特徵
- 樹形特徵：台灣肖楠為常綠大喬木；枝幹通直、株高可達20公尺；樹冠常成鈍圓錐形[4]。
- 幹枝特徵：樹皮為紅褐色，並有縱向的淺溝裂，小枝扁平且節間長[4]。刀削後樹皮分泌淡紅色樹脂。
- 枝葉特徵：鱗狀葉長為扁平狀且十字對生，葉革質、平滑而有光澤[4]。
- 花特徵：肖楠為雌雄同株，但雌雄花位於不同小枝上；雄花頂生、雌花直立，孕性鱗片具2胚珠[4]。
- 毬果特徵：毯果長橢圓形略為彎曲[4]。
- 種子特徵：卵形種子[4]，具有不等大兩翅；
- 苗特徵：肖楠發芽時樹苗有近十枚線形子葉，之後才會長出鱗狀本葉[4]。

### 木材特徵
- 邊心材區分在台灣珍貴木中屬明顯，邊材（俗稱：白標）淡黃褐色，心材黃褐色。
- 木材具特殊清香味。
- 年輪不明顯，擬年輪多。
- 春秋材移行漸進而不明。
- 木理通直、細緻。

## 用途
供建築、家具、棺木、雕刻、裝飾、製香、乳液等用途。